# Saison 16 de New York, unité spéciale
Chronologie
Saison 15 Saison 17
Cet article, présente la seizième saison de New York, unité spéciale, ou La Loi et l'Ordre : Crimes sexuels au Québec, (Law and Order: Special Victims Unit) qui est une série télévisée américaine.

## Distribution de la saison

### Acteurs principaux
- Mariska Hargitay (VF : Dominique Dumont) : sergent Olivia Benson
- Danny Pino (VF : Xavier Fagnon) : inspecteur Nick Amaro
- Kelli Giddish (VF : Anne Dolan) : inspecteur Amanda Rollins
- Ice-T (VF : Jean-Paul Pitolin) : inspecteur Odafin Tutuola
- Peter Scanavino (VF : Jérôme Pauwels) : inspecteur Dominick "Sonny" Carisi Jr.
- Raúl Esparza (VF : Sébastien Desjours) : substitut du procureur Rafael Barba (en)

### Acteurs récurrents
- Robert John Burke : lieutenant Ed Tucker (épisodes 3, 12, 22 et 23)
- Peter Gallagher : chef-adjoint William Dodds (épisodes 4, 5, 9 et 10)
- Nikki M. James : détective Gail Dunbar (épisodes 12 et 15)
- Caris Vujcec : détective Louise Campesi (épisode 12)
- Dashiell Eaves : sergent Kevin Donlan (épisode 6)
- Yvonna Kopacz-Wright : Dr Darby Wilder (épisodes 6 et 10)
- Jefferson Mays : Dr Carl Rudnick (épisode 6)
- Myk Watford : capitaine d'Atlanta Sam Reynolds (épisodes 2, 9 et 10)

- Delaney Williams : l'avocat de la défense John Buchanan (épisodes 5, 10 et 18)
- Peter Hermann : l'avocat de la défense Trevor Langan (épisodes 9 et 23)
- Michael Kostroff : l'avocat de la défense Evan Braun (épisodes 1, 9 et 23)
- Elizabeth Marvel : l'avocate de la défense Rita Calhoun (épisodes 2 et 8)
- Steve Rosen : l'avocat de la défense Guthrie (épisode 22)
- Tabitha Holbert (VF : Sandra Valentin) : substitut du procureur Rose Caliay (épisode 3)
- Jessica Phillips : substitut du procureur Pippa Cox (épisode 6)
- Ami Brabson : juge Karyn Blake (épisode 17)
- Stephen C. Bradbury : juge Colin McNamara (épisodes 11 et 19)
- Vincent Curatola : juge Al Bertuccio (épisode 21)
- Sonia Manzano : juge Gloria Pepitone (épisode 18)
- Michael Mastro : juge Serani (épisode 13)
- Jenna Stern : juge Elana Barth (épisodes 10 et 20 et 23)
- Aida Turturro : juge Felicia Catano (épisodes 3, 9 et 19)

- Leslie Odom Jr. : le révérend Curtis Scott (épisodes 8 et 21)
- Bronwyn Reed : la baby-sitter Lucy Huston (épisodes 1, 3, 4, 9, 15, 19 et 23)
- Thedra Porter : l'assistante sociale Chantal Jackson (épisodes 4, 9 et 23)

### Invités spéciaux
- Dann Florek (VF : Serge Feuillard) : capitaine Don Cragen[1] (épisode 21)
- Donal Logue : lieutenant Declan Murphy (épisode 15)
- Tamara Tunie (VF : Sylvie Jacob) : Dr Melinda Warner (épisodes 15 et 20)

### Invités
- La distribution de Chicago Fire et Chicago PD (épisodes 7 et 20)
  - Jason Beghe : Sergent Henry "Hank" Voight
  - Sophia Bush : Détective Erin Lindsay
  - Jesse Lee Soffer : Détective Jay Halstead
  - Marina Squerciati : Officier Kim Burgess
  - Brian Geraghty : Officier Sean Roman
  - Stella Maeve : Nadia DeCotis
- Harry Hamlin : chef-adjoint d'Atlanta Charles Patton (épisodes 9 et 10)
- Dreama Walker : Renée Taymor (épisode 10)
- Mouzam Makkar : Raina Punjabi (épisode 14)
- Logan Paul : Brandon (épisode 14)
- Charles Halford : Johnny "D" Drake (épisodes 15 et 23)
- Lili Taylor : Martha Thornhill (épisodes 15 et 23)
- Danika Yarosh : Ariel Thornhill (épisodes 15 et 23)
- Jamila Velazquez : Pilar Morenas (épisodes 15 et 23)
- Robert Vaughn : Walter Briggs (épisode 16)
- Marcia Cross : Carmen Briggs (épisode 16)
- Molly Price : Donna Marshall (épisode 17)
- Rob Morrow : Skip Peterson[2] (épisode 18)
- Missi Pyle : Trudy Malko (épisode 19)
- Dallas Roberts : Dr Greg Yates[3] (épisode 20)
- Andre Braugher : Bayard Ellis[1] (épisode 21)
- Robert Sean Leonard : A.D.A. Kenneth O'Dwyer[4] (épisode 21)
- Samira Wiley : Michelle Thompson[5] (épisode 21)

## Production
Le 7 mai 2014, NBC renouvelle la série pour une seizième saison dont la diffusion est prévue pour le 24 septembre 2014. La production de la saison débute le 22 mai 2014, avec le tournage du premier épisode, intitulé Girls Disappeared, achevé au début du mois de juin. Un deuxième épisode a également été achevé au cours du mois de juin avec le troisième épisode prévu, mais celui-ci a été repoussé afin de donner du repos à l'équipe de la série,.
Également en mai 2014, le scénariste et producteur délégué Warren Leight (en) révèle que la seizième saison suivra les événements de l'épisode final de la saison précédente, avec l'inspecteur Nick Amaro (Danny Pino) « envoyé aux entrailles du Queens à faire les interpellations de véhicules ».
La seizième saison, comporte 23 épisodes et est diffusée du 24 septembre 2014 au 20 mai 2015 sur NBC. 
En France, la série est diffusée du 11 mai 2015 au 28 mars 2016.
Tamara Tunie et Dann Florek sont revenus en tant que personnages récurrents dans plusieurs épisodes de cette saison.
Cette saison marque également l'arrivée de Peter Scanavino, qui interprète l'inspecteur Dominick Carisi.
Danny Pino qui interprète le personnage de Nick Amaro, quitte la série après la démission de ce dernier lors du dernier épisode de la saison.
C'est la première saison depuis le début de la série, dans laquelle Richard Belzer n'apparait pas, il apparaitra dans la prochaine saison avant de quitter la série peu de temps après.

## Liste des épisodes

### Épisode 1:Mère de cœur
- États-Unis /  Canada : 24 septembre 2014 sur NBC / CTV[13]
- Suisse : 12 avril 2015 sur RTS Un
- France : 11 mai 2015 sur TF1

- États-Unis : 10,07 millions de téléspectateurs[14] (première diffusion)
- Canada : 1,77 million de téléspectateurs[15] (première diffusion + différé 7 jours)
- France : 2,10 millions de téléspectateurs[16] (première diffusion)

- Ciara Renée : Mme Perez
- Manny Perez : Angel Perez
- Lenny Venito : John Gatto
- Lobo Sebastian : Joaquin Menendez
- Gavin-Keith Umeh : Little Tino
- Amina Robinson : Officier D'Bora Maresko

### Épisode 2:Tombé en disgrâce
- États-Unis /  Canada : 1er octobre 2014 sur NBC / CTV
- Suisse : 19 avril 2015 sur RTS Un
- France : 18 mai 2015 sur TF1

- États-Unis : 7,73 millions de téléspectateurs[18] (première diffusion)
- Canada : 1,35 million de téléspectateurs[19] (première diffusion + différé 7 jours)
- France : 2,08 millions de téléspectateurs (première diffusion)

- Stacy Keach : Orion Bauer
- Teri Polo : Cordelia Bauer
- Henry Simmons : Shakir Wilkins
- Patricia Noonan : Macie-Lynn
- Elizabeth Marvel : Avocate de la défense Rita Calhoun
- Sandy Duncan : Juge Virginia Farrell
- Myk Watford : Capitaine Sam Reynolds

### Épisode 3:Triste célébrité
- États-Unis /  Canada : 8 octobre 2014 sur NBC / CTV
- Suisse : 26 avril 2015 sur RTS Un
- France : 25 mai 2015 sur TF1

- États-Unis : 7,55 millions de téléspectateurs[20] (première diffusion)
- Canada : 1,27 million de téléspectateurs[21] (première diffusion + différé 7 jours)
- France : 1,78 million de téléspectateurs (première diffusion)

- Stevie Lynn Jones : Tensley Evans
- Dana Wheeler-Nicholson : Donna Evans
- Josh Saviano : Don Taft
- Ron Rifkin : Marvin Exleey
- Gary Milner : Dennis George
- Brian d'Arcy James : Adam Brubeck
- Dennis Boutsikaris : Jim Durant
- Griffin Mathews : Leslie Connolly
- Bronwyn Reed : Lucy Huston
- Jessica Philips : Substitut du Procureur Pippa Cox
- Jayne Houdyshell : Juge Ruth Linden
- Aida Turturro : Juge Felicia Catano
- Robert John Burke : Sergent Ed Tucker

### Épisode 4:Le Manifeste
- États-Unis : 15 octobre 2014 sur NBC
- Suisse : 3 mai 2015 sur RTS Un
- France : 5 octobre 2015 sur TF1

- États-Unis : 7,16 millions de téléspectateurs[22] (première diffusion)
- France : 2,02 millions de téléspectateurs (première diffusion)

- Joe Urla : Thomas Eldridge
- Nicole Balsam : Haley Morton
- John Karna : Holden March
- Sarah Clements : Gwen Young
- Katie Henney : Jean Ascher
- Antoinette LaVecchia : Adriana March
- Bronwyn Reed : Lucy Huston
- Christine Toy Johnson : Docteur Celia Lee
- Peter Gallagher : Chef-Adjoint William Dodds

### Épisode 5:Requiem pour une star
- États-Unis : 22 octobre 2014 sur NBC
- Suisse : 10 mai 2015 sur RTS Un
- France : 12 octobre 2015 sur TF1

- États-Unis : 7,19 millions de téléspectateurs[23] (première diffusion)
- France : 1,92 million de téléspectateurs[24] (première diffusion)

- Max Ehrich : Daniel Pryor
- Hannah Marks : Evie Barnes
- Emily Donahoe : Lisa Barnes
- John Leornard Thompson : Bob Barnes
- Harry Zittel : Justin Adams
- Casey Thomas-Brown : Matt Cooper
- Kathleen Chalfant : President Roberts
- Danny Pino : Nick Amaro
- Peter Gallagher : Chef-Adjoint William Dodds
- Delaney Williams : L'Avocat de la défense John Buchanan
- Richard T. Jones : Juge Oscar Briggs

### Épisode 6:L'Homme de Glasgow
- États-Unis : 5 novembre 2014 sur NBC
- Suisse : 17 mai 2015 sur RTS Un
- France : 2 novembre 2015 sur TF1

- États-Unis : 7,00 millions de téléspectateurs[25] (première diffusion)
- France : 2,18 millions de téléspectateurs (première diffusion)

- Mina Sundwall : Mia Harris
- Oona Laurence : Zoe Harris
- Tricia Paoluccio : Robin Thornhill
- Will Harris : Charlie Dorsey
- Griffin Mathews : Leslie Connolly
- Chloe Csengery : Perry Gilbert
- Jeanine Bartel : Barbara Gilbert
- Matthew Montelongo : Rick
- Jodie Lynne McClintock : Nancy Ernst
- Tony Campisi : Conseillère Steve Roth
- Joanne Baron : Conseillère Diane Schwartz
- Yvonna Kopacz Wright : Docteur Darby Wilder
- Dashiell Eaves : Officier de Police

### Épisode 7:Chicago, New York
- États-Unis : 12 novembre 2014 sur NBC
- Suisse : 28 octobre 2015 sur RTS Un
- France : 26 janvier 2016 sur TF1

- États-Unis : 10,01 millions de téléspectateurs[26] (première diffusion)
- France : 2,7 millions de téléspectateurs (première diffusion)

- J. T. O'Connor : Don
- Lou Taylor Pucci : Teddy Courtney
- Isabel Shill : Jocelyn Cerpaski
- Stephanie Kurtzuba : Joan Harris
- Danny Mastrogiorgio : George Turner
- Donnetta Lavinia Grays : Lina Bagley
- Mark H. Dold : Bob Clinton
- Frank Deal : Agent O'Connell
- Sal Rendino : Adjoint Warden Barden
- Jason Beghe : Hank Voight
- Sophia Bush : Erin Lindsay
- Jesse Lee Soffer : Jay Halstead

### Épisode 8:Tyran domestique
- États-Unis : 19 novembre 2014 sur NBC
- Suisse : 25 mai 2015 sur RTS Un
- France : 9 novembre 2015 sur TF1

- États-Unis : 7,93 millions de téléspectateurs[28] (première diffusion)
- France : 2,29 millions de téléspectateurs[29] (première diffusion)

- Chad Coleman : A.J. Martin
- Korey Jackson : Brian
- Hoda Kotb : Actrice
- Meagan Good : Paula Bryant
- Ray Rice : lui-même
- Jefferson Mays : Docteur Carl Rudnick
- Leslie Odom Jr. : Révérend Curtis Scott
- Jeb Brown : Sergent Gerbic
- Danny Pino : Nick Amaro
- Elizabeth Marvel : L'Avocate de la défense Rita Calhoun
- Brian Richardson : Jury Foreperson
- David Dinkins : Juge Chet Baker
- Lisa Kron : Juge Robin Schaeffer

### Épisode 9:Classé sans suite
- États-Unis : 10 décembre 2014 sur NBC
- Suisse : 31 mai 2015 sur RTS Un
- France : 16 novembre 2015 sur TF1

- États-Unis : 6,90 millions de téléspectateurs[30] (première diffusion)

- Josh Pais : Hank Abraham
- Samantha Futerman : Annie Lin
- Michael Kostroff : Evan Braun
- Jordan Lage : Albert Beck
- Bronwyn Reed : Lucy Huston
- Ebonee Noel : Ashley Miller
- Thedra Porter : Chantal Jackson
- Lizzy Declement : Beth Burns
- Susan Louise O'Connor : Lauren Burns
- Ras Enoch McCurdie : Usain
- Madeleine Rose Yen : Nina Carr
- Sydney Lucas : Ryann Catalano
- John Cramer : Mike Catalano
- Lou Martini Jr. : Docteur Joseph Conklin
- Jayne Houdyshell : Juge Ruth Linden
- Peter Hermann : Avocat de la défense Trevor Langan
- Kelly Briter : Substitut du Procureur Bartell
- Harry Hamlin : chef-adjoint Charles Patton
- Myk Watford : Capitaine Sam Reynolds
- Peter Gallagher : Chef-Adjoint William Dodds
- Danny Pino : Nick Amaro

### Épisode 10:C'est du passé...
- États-Unis : 7 janvier 2015 sur NBC
- Suisse : 7 juin 2015 sur RTS Un
- France : 23 novembre 2015 sur TF1

- États-Unis : 7,76 millions de téléspectateurs[31] (première diffusion)
- France : 2,11 millions de téléspectateurs (première diffusion)

- Becky Ann Baker : Vivienne Patton
- Yvonna Kopacz Wright : Docteur Darby Wilder
- Harry Hamlin : Chef-adjoint Charles Patton
- Dreama Walker : Détective Reese Taymor
- Danny Pino : Nick Amaro
- Myk Watford : Capitaine Sam Reynolds
- Peter Gallagher : Chef-Adjoint William Dodds
- Delaney Williams : L'Avocat de la défense John Buchanan
- Jenna Stern : Juge Elana Barth

À la suite de l'arrestation du violeur en série Albert Beck, qui a sévi d'État en État, le chef adjoint Patton, de la police d'Atlanta et son nouvel inspecteur, Reese Taymor, visitent New York pour une conférence sur les crimes sexuels. Lors de son discours, il déclare que tous les États devraient collaborer ensemble pour matcher et relier les ADN des criminels pour les identifier et les arrêter plus rapidement. Pourtant, l'unité spéciale sait qu'il se vante beaucoup trop alors qu'il ne s'est pas préoccupé des kits de viol jamais analysés de l'affaire Beck. De son côté, Rollins réserve un accueil froid à son ancien chef qui se montre très dragueur avec sa nouvelle recrue. Le lendemain, les inspecteurs apprennent que Taymor a été retrouvée inconsciente dans sa chambre d'hôtel. Une nouvelle qui rend Rollins distante et froide avec ses collègues. À l'hôpital, après avoir nié les faits face à elle, la victime révèle à Benson qu'elle a été violée et battue par Patton. Mais elle lui annonce aussitôt qu'elle ne portera pas plainte ni qu'elle témoignera contre lui. Pourtant, les vidéos de surveillance prouvent bien que Patton est entré dans sa chambre mais avec son consentement, ce qui montre qu'elle aurait pu être consentante pour coucher avec lui. De plus, lorsque Benson et le chef-adjoint Dodds interrogent Rollins sur sa relation professionnelle avec Patton, elle reste évasive et flou. 
Interrogé, Patton se défend en affirmant que Taymor était bien consentante mais Dodds lui rapporte qu'elle l'accuse de viol. Aussitôt, face aux inspecteurs, le suspect prétend que Rollins tente de le piéger en influençant Taymor et sous-entend qu'elle a couché avec lui pour sauver sa sœur criminelle. Fin tente de faire parler Rollins en lui demandant sa vérité. Elle lui explique qu'elle a bien accepté une faveur sexuelle pour faire supprimer le casier judiciaire de sa sœur mais Fin pense qu'elle a plutôt subi un viol, ce qu'elle réfute immédiatement. Mais il comprend que Patton est un prédateur sexuel, qu'il l'a agressée sexuellement et qu'elle a peur de parler comme Taymor... 
Finalement, alors que Rollins s'est entraînée pour son témoignage avec Barba et que la cour refuse de l'auditionner en raison du manque de preuves, celui de Taymor est fragilisé par l'avocat de Patton. Interrogé et coincé par Barba, ce dernier est victime d'une crise d'angoisse en plein procès. Pour ne pas être humilié devant son épouse et les médias, il collabore avec Barba et accepte de plaider coupable pour le viol de Taymor, de prendre sa retraite et d'être inscrit au fichier des délinquants sexuels pour ne pas aller en prison. Cependant, il n'avoue pas le viol de Rollins et n'éprouve aucun remords la concernant.

### Épisode 11:Une valise encombrante
- États-Unis : 14 janvier 2015 sur NBC
- Suisse : 14 juin 2015 sur RTS Un
- France : 30 novembre 2015 sur TF1

- États-Unis : 6,68 millions de téléspectateurs[32] (première diffusion)
- France : 2,33 millions de téléspectateurs (première diffusion)

- Jeremy Jordan(II) : Skye Adderson
- Kareem Savinon : Turrentine
- Patti LuPone : Lydia Lebasi
- Kareem Savinon : Turrentine
- Teresa Moore : Catalina Soren
- Shiloh Fernandez : Scott Russo
- Jack Noseworthy : Matt Baker
- Carolyn Baeumier : Ivy Baker
- Madison Grace : Madison Baker
- John Pankow : Lenny Simmons
- Jolly Abraham ; Docteur Patel
- Stephen Bradbury : Juge Colin McNamara
- Joel Brady : Officier Nolan

### Épisode 12:Coup de sang
- États-Unis : 21 janvier 2015 sur NBC
- Suisse : 21 juin 2015 sur RTS Un
- France : 7 décembre 2015 sur TF1

- États-Unis : 6,77 millions de téléspectateurs[33] (première diffusion)
- France : 2,19 millions de téléspectateurs (première diffusion)

- Daniel Zacapa : Luis Nunez
- Katty Velasquez : Gabriella Nunez
- Clay Drinko : Rab Convers
- Ivan Hernandez(III) : Javier Arenas
- J. Bernard Galloway : Opérateur de téléphone
- Joseph Lyle Taylor : Mickey D'Angelo
- Samantha Jones : Jury Forewoman
- Aida Turturro : Juge Felicia Catano
- Alison Fernandez : Zara Amaro
- Nancy TIcotin : Cesana Amaro
- Armand Assante : Nicolas Amaro
- April L. Hernandez : Sonya Amaro
- Robert John Burke : Sergent Ed Tucker
- Nikki M. James : Inspecteur Gail Dunbar
- Caris Vujcec : Détective Louise Campesi

### Épisode 13:Quand le brouillard se dissipe
- États-Unis : 4 février 2015 sur NBC
- Suisse : 28 juin 2015 sur RTS Un
- France : 14 décembre 2015 sur TF1

- États-Unis : 6,20 millions de téléspectateurs[34] (première diffusion)
- France : 2,00 millions de téléspectateurs (première diffusion)

- Eva Kaminsky : Marcy Davis
- Jamie McShane : Luke Davis
- Haley Lu Richardson : Jenna Davis
- Erik Alex Cruz : Russell
- Catrina Ganey : Ermil
- Celestine Rae : Bridget
- Samuel Gomez : Leroy
- Vanessa Bartlett : Carol
- Erik Alex Cruz : Russell
- Elizabeth Loyacano : Nia
- Fred Tolliver Jr. : Donald
- Patricia R. Floyd : Louise
- Gayatri Bahl : Jiya Alexander
- Kamal Angelo Bolden : Jerome Jones
- Jacqueline Hendy : Crane
- Anya Whelan-Smith : Portis
- Sarah Elizabeth Grace : Marcia
- Jason Cerbone : Lorenzo Desappio
- Paul Adelstein : Docteur Neil Alexander
- Michael Mastro : Juge Serani

### Épisode 14:Du virtuel à la réalité
- États-Unis : 11 février 2015 sur NBC
- Suisse : 5 juillet 2015 sur RTS Un
- France : 4 janvier 2016 sur TF1

- États-Unis : 6,12 millions de téléspectateurs[35] (première diffusion)
- France : 2,23 millions de téléspectateurs (première diffusion)

- Susannah Flood : Sarah Keller
- Mouzam Makkar : Raina Punjabi
- Jefferson White : Gary
- Toby Turner : Hotel de Jeu
- Logan Paul : Brandon
- Evan Jay Newman : Pierce
- James Ciccone (en) : Peter O'Neil
- Andrew MacLarty : Zachary Carter
- Juliet Adair Pritner : Marissa Rossi
- Luke Marinkovich : Anthony Rossi
- Peter Mark Kendall : Steven Kaplan
- Jack Valenti : Acteur
- Adam Scarimbolo : Acteur
- Kelly Evans : Journaliste
- Bill Irwin : Docteur Peter Lindstrom

Un week-end, alors que Benson rend visite à son psychiatre pour lui partager sa joie d'adopter prochainement le petit Noah, Carisi, Rollins et Fin flânent dans une convention de jeux vidéo où ils testent les nouveautés. Parmi la gigantesque foule, ils y rencontrent notamment Leslie Connolly, le baby-sitter de l'affaire "l'homme de Glasgow" qui en a créé un en s'inspirant de ses propres dessins et de cette fausse légende urbaine. Pendant ce temps, à un stand, une jeune femme, Sarah, est verbalement attaquée par deux hommes agressifs qui insultent également sa boss, Raina Punjabi, la développeuse du jeu vidéo Amazonian Warriors: Protectors of the Rainforest game qu'ils considèrent comme "féminazi" puis ces derniers repartent. Lorsqu'elle se rend dans les toilettes, ils l'agressent physiquement mais elle parvient à se défendre. Alertée, Rollins s'occupe d'elle et l'emmène au poste de police. Celle-ci blâment la misogynie régnant dans le monde des jeux vidéo. Selon elle, beaucoup de jeunes hommes rejettent leur jeu car il est non-violent et "non-stupide" contrairement au phénomène "Kill or Be Slaughtered", plébiscité par des geeks qui détestent la présence des femmes parmi eux. Sur des blogs ou le dark web, les prédateurs en ligne veulent à tout prix empêcher la sortie de leur jeu, quitte à spéculer que Punjabi aurait couché avec un homme d'affaires fortuné, son petit ami Steven Kaplan, afin de se faire une place dans ce business tout en utilisant son argent pour le financer. 
Cependant, interrogée par Rollins et Fin, Punjabi ne se préoccupe que du jour J et refuse de le reporter. Elle leur explique qu'elle a toujours eu des menaces de mort sur le Net et qu'elle n'a peur de ses nombreux détracteurs. Elle leur dévoile le contexte dans lequel elle travaille, un monde très masculin où les hommes refuseraient que les femmes créent des jeux comme eux. De plus, beaucoup trop préoccupée par le lancement de son jeu vidéo, elle refuse de collaborer avec eux et, sur son site, propose une récompense à ceux qui lui donneront des infos sur les individus qui ont brutalisé son employée. Mais, au commissariat, Connolly montre à l'unité spéciale un article sur un forum où des joueurs en ligne se félicitent de l'agression de Sarah. Poussé par Carisi, Connolly leur envoie un message pour les rencontrer afin de continuer de harceler Sarah. Ce dernier et Carisi parviennent à leur donner rendez-vous en se faisant passer pour deux geeks misogynes. Le plan fonctionne et Carisi arrête les deux agresseurs de Sarah. Lors du tapissage, elle les reconnaît aussitôt.
L'affaire est loin d'être close. Lors d'un repas partagé ensemble à leur bureau, Fin et Rollins tombent sur une interview de Punjabi à la télévision mais elle dérape brusquement en direct lorsqu'une armada d'agents du SWAT défonce sa porte et l'encerclent tout en la pointant avec leurs fusils d'assaut. Sur place, les deux inspecteurs apprennent qu'ils ont reçu plusieurs coups de fil au 911 prétextant qu'il y aurait une prise d'otages chez elle, qu'elle retiendrait des enfants et cacherait des armes. Imperturbable contrairement à son petit ami, Punjabi démontre qu'elle n'est pas effrayée mais leur avoue avoir été "doxée", ce qui signifie que ses informations personnelles, comme son adresse par exemple, ont été divulguées sur le Net. Dès lors, les cybercriminels ont appelé en masse le 911 pour leur faire croire qu'elle est une terroriste. Lorsque les inspecteurs l'informent des appels au meurtre et au viol, relayés sur les forums de jeux vidéo ou le dark web, la concernant, elle refuse encore de reporter le lancement de sa création événementielle car elle se considère comme le visage de proue des femmes dans cette industrie vidéoludique beaucoup trop masculine. Même si les cybercriminels veulent sa mort, elle ne lâchera pas prise et leur demande de ne pas la protéger lorsqu'elle prendra la parole pour présenter son jeu vidéo. Cependant, craignant pour sa vie, l'unité spéciale décide tout de même d'être discrètement présente dans la salle du lancement d'Amazonian Warriors. 
Le jour J est arrivé. Devant un auditorium blindé, Punjabi lance enfin son jeu vidéo. Mais son discours est perturbé lorsqu'elle est visée au front et à la poitrine par des lasers rouges. Benson et Fin virent les jeunes hommes qui veulent lui faire peur de cette façon de la salle mais la situation s'envenime rapidement. Les lumières s'éteignent et des fumigènes sont lancés pour créer la panique. Effrayée, la foule se dirige vers la sortie et les inspecteurs perdent la trace de Punjabi. Comme son micro est tombé à terre, ils entendent un garde de sécurité qui tente de l'amener en sécurité. Dans la salle de contrôle, grâce à une caméra de surveillance, Carisi comprend qu'il la kidnappe et qu'il l'emmène à l'extérieur. Dehors, l'unité spéciale appréhende son ravisseur qui, sous la contrainte, collabore avec eux en leur donnant le pseudonyme de l'un des kidnappeurs de Punjabi, la couleur de la camionnette dans laquelle elle a été embarquée ainsi que sa plaque d'immatriculation. Selon lui, ils voulaient simplement lui faire peur. Soudainement, dans la rue, un Jumbotron dévoile une vidéo en direct de Punjabi ligotée et bâillonnée à l'intérieur du véhicule. Elle est entourée de trois hommes masqués. L'un d'eux adresse un message à la police : « Que le jeu commence ».
En retraçant le parcours du van, l'unité spéciale le retrouve à l'entrée d'un entrepôt désaffecté. Elle y découvre un logo "Kill or Be Slaughtered" sur un mur ainsi qu'une vidéo enregistrée ici même. Ils déchirent ses vêtements et l'agressent physiquement. Un autre message est délivré : « Niveau terminé ». Peu de temps après, en livestream sur le dark web, ils assistent à son viol puis la forcent à affirmer que les "salopes" n'ont pas leur place dans le monde des jeux vidéo, qu'elle n'a jamais aimé Kaplan et qu'elle a couché avec lui uniquement pour qu'il produise son jeu vidéo. Rollins géolocalise la vidéo en direct qui est enregistrée dans la maison d'une enseignante, Mrs. Rossi, à State Island. Pourtant, les enquêteurs s'interrogent sur leur plan car, jusqu'ici, opérant sur le dark web, ils ont tout fait pour ne pas être repérés sur le Net. Chez Mrs. Rossi, ils constatent qu'elle a un adolescent geek mais celui-ci est absent. Dans le sous-sol de la maison, ils s'aperçoivent que le viol de Punjabi a bien été filmé dans cet endroit. De plus, l'armurerie a été vidée de toutes ses armes à feu. Sa mère est emmenée au commissariat pour être interrogée sur la personnalité de son fils. Elle ne veut pas croire que son seul enfant soit capable de poster des messages haineux envers des femmes ni de violer une femme. Mais Carisi lui prouve qu'elle le connait très mal.
De son côté, Rollins reçoit un appel alarmant de Punjabi qui lui signale qu'elle a réussi à voler un téléphone de l'un de ses ravisseurs et qu'elle se trouve dans un garage. Elle la supplie de la sauver ou, sinon, elle va mourir. Geek comme eux, Fin explique à ses collègues que ces cybercriminels agissent comme des personnages de jeux vidéo et qu'ils les considèrent comme des joueurs qui doivent surmonter des étapes pour enfin les confronter face à face. Selon lui, ils l'ont menacée pour qu'elle l'appelle afin qu'ils recréent le niveau final de leur jeu préféré "Kill or Be Slaughtered" : si la police intervient, elle tombera dans un guet-apens sans issue d'autant plus que ces jeunes sont surarmés.
Finalement, l'unité spéciale et le SWAT retrouvent le garage en question et la retrouvent. Ligotée sur une chaise, elle a un fusil scotché sur la porte d'entrée. Au moindre mauvais mouvement, le piège se déclenchera et elle tuera un flic contre sa volonté. Des enregistrements de tirs sont déclenchés mais Benson demande au SWAT de ne pas ouvrir le feu. Heureusement, Benson réussit à la sauver. Carisi, Fin et Rollins poursuivent ses kidnappeurs sur le toit. Une fusillade éclate entre eux. L'un d'eux, le fils de Mrs. Rossi, Anthony, se rend et clame que les deux autres sont devenus incontrôlables. Il révèle à Rollins qu'il a géolocalisé la vidéo du viol dans son sous-sol pour qu'ils les retrouvent facilement. Il est aussitôt menotté. Quant à Carisi, à cause de la maladresse au tir du second geek, Pierce, qui a tenté de l'abattre, il l'intercepte facilement. Mais le dernier, Brandon, lui pointe son pistolet sur la nuque et lui dit de se préparer à mourir. Misogyne comme ses amis, il ordonne également à Rollins de jeter son arme à feu tout en la comparant à Punjabi. Deux femmes qui n'ont rien à faire dans des métiers pour hommes, selon ses mots. Les deux inspecteurs sont secourus par Fin qui vise Brandon et lui demande de baisser à son tour son revolver. Le jeune homme refuse et, au moment où il s'apprête à tirer sur Fin, Fin l'abat en légitime défense. Punjabi est saine et sauve tandis que Pierce et Anthony sont appréhendés.
Dans le bureau de Benson, Fin lui déclare que, en tant que joueur de jeux vidéo, il arrive à distinguer le virtuel et la réalité contrairement à ces trois geeks criminels. Craignant une enquête des affaires internes sur son meurtre de sang-froid, Benson lui rapporte que non et qu'il est en congé administratif non payé pour quelques jours. Fin lui rend son badge et pistolet mais Benson lui ordonne de les garder pour la raison suivante : son tir est justifié. Fin lui rétorque qu'ils font simplement leur boulot qui consister à protéger les victimes et à arrêter les "méchants".

### Épisode 15:Tout pour ma fille
- États-Unis : 18 février 2015 sur NBC
- Suisse : 12 juillet 2015 sur RTS Un
- France : 11 janvier 2016 sur TF1

- États-Unis : 6,45 millions de téléspectateurs[36] (première diffusion)
- France : 2,18 millions de téléspectateurs (première diffusion)

- Emily Althaus : Jessie
- D.K Bowser : Frank
- Josh Saviano : Don Taft
- Amanda Warren : Tracy
- Jas Anderson : Timmer
- Bronwyn Reed : Lucy Huston
- Laura Gomez : Selena Cruz
- Danielle Burgess : Nina Soren
- Charles Halford : Johnny Drake
- Lili Taylor : Martha Thornhill
- Danika Yarosh : Ariel Thornhill
- Jamila Velazquez : Pilar Morenas
- Tamara Tunie : Docteur Melinda Warner
- Jay Patterson : Juge Williams Evans
- Candice Gordon : Procureur Fédéral Amy Lynch
- Justin McCarthy : Officier de Police
- Nikki M. James : Inspecteur Gail Bunbar
- Derrick Baskin : Inspecteur Cash Gillette
- Donal Logue : Lieutenant Declan Murphy

### Épisode 16:Fin de romance
- États-Unis : 25 février 2015 sur NBC
- Suisse : 19 juillet 2015 sur RTS Un
- France : 18 janvier 2016 sur TF1

- États-Unis : 7,72 millions de téléspectateurs[37] (première diffusion)
- France : 1,96 million de téléspectateurs (première diffusion)

- Emily Bergl : Judith Briggs
- Susan Poufar : Delilah Briggs
- Robert Vaughn : Walter Briggs
- Marcia Cross : Charmaine Briggs
- Anne Betancourt : Catalina Diaz
- Jason Bowen(II) : Devon Wallace
- Michelle Hurst : Mme Thwaites
- Steven Shaw : Fred Worth
- Susie Essman ; Arlene Heller
- Jennifer Van Dyck : Dr Brenda Tedroe
- Mercedes Ruehl : Lucia Barba
- Jefferson Mays : Docteur Carl Rudnick
- Sharon Washington (de) : Juge Hayes
- Sandy Duncan : Juge Virginia Farrell
- Kate Jennings Grant : Juge Marian Adams

### Épisode 17:Coopérations forcées
- États-Unis : 25 mars 2015 sur NBC
- Suisse : 26 juillet 2015 sur RTS Un
- France : 25 janvier 2016 sur TF1

- États-Unis : 5,92 millions de téléspectateurs[38] (première diffusion)
- France : 2,04 millions de téléspectateurs (première diffusion)

- Michael Chernus : Tommy Sullivan
- Marin Ireland : Bella Carisi
- Chris McKinney : Ralph Kessel
- Molly Price : Donna Marshall
- Biniam Tekola : Jordan Dolphy
- Joseph Lyle Taylor : Mickey D'Angelo
- Ami Brabson : Juge Karyn Blake

La sœur de Carisi se prépare pour la naissance de son enfant avec son fiancé, Tommy, mais les événements prennent une mauvaise tournure quand Tommy retourne vers ses anciennes habitudes et accuse son agent de libération conditionnelle, Donna Marshall, de viol. Avec l'aide de Benson et de l'équipe, Carisi enquête sur l'allégation de Tommy, mais Barba fait face à une bataille difficile dans le but de convaincre un jury qu'une femme peut violer un homme. Pour se défendre, Marshall déclare que Tommy l'a brusquée pour qu'elle couche avec lui et elle a accepté ses avances mais ce dernier réitère qu'elle l'a menacé d'un pistolet pour qu'elle lui fasse une fellation contre son gré. Le superviseur de Marshall, Ralph Kessel, prend sa défense en affirmant qu'une femme ne peut pas agresser sexuellement un homme. Quelques heures plus tard, alors que Bella s'emporte contre Tommy et Carisi qui tentent de la raisonner, Marshall leur rend visite avec des agents et découvre de la drogue dans leur chambre mais, abasourdi, Tommy déclare qu'elle n'est pas à lui. En fin de compte, Kessel a averti Marshall que l'unité spéciale enquête sur elle pour viol et elle a voulu piéger Tommy en déposant de la substance illicite chez lui. Alors que les inspecteurs découvrent que les habits de Tommy qu'il portait lors de son agression contiennent l'ADN de Marshall et que le sachet de drogue n'a pas été touché par Tommy, ils découvrent que cette preuve provient d'un dealer, Jordan Dolphy, pris en charge par... Marshall. Ce dernier leur avoue qu'elle le viole régulièrement et qu'elle verse en échange du vinaigre dans ses tests d'urine. En acceptant d'être violé, il pouvait continuer à vendre sa came. Pourtant, lors du procès de Marshall, alors que Tommy est fragilisé par l'avocat de Marshall qui insinue qu'un homme costaud comme lui peut se défendre contre une femme qui l'agresse, Dolphy ne se présente pas devant la juge. Mais, le lendemain, il accepte de témoigner... pour défendre Marshall et explique que l'unité spéciale lui a demandé de mentir contre elle. Mais Barba démontre au jury que ce dernier se drogue toujours, que ses tests d'urine ont été trafiqués par Marshall en échange de son viol et que Kessel lui a demandé de mentir pour protéger Marshall et sa réputation contre la suppression de ses accusations de deals de drogues. En fin de compte, Dolphy et Tommy ont bien été violés par Marshall. 

### Épisode 18:Sous le feu des projecteurs
- États-Unis : 1er avril 2015 sur NBC
- Suisse :  1er novembre 2015 sur RTS Un
- France : 1er février 2016 sur TF1

- États-Unis : 6,25 millions de téléspectateurs[39] (première diffusion)
- France : 1,91 million de téléspectateurs (première diffusion)

- Rob Morrow : Skip Peterson
- David Rossmer : Ross Wolf
- Derek Goh : Brian Mackey
- Josh Caras : Lance Biscone
- Ally Ioannides : Heather Manning
- Derek Klena : Connor Howell
- Marley Ficalora : Zach Franklin
- Kathleen Chalfant : President Roberts
- Laura Fraser : Professeur Jessica Dillon
- Delaney Williams : L'Avocat de la défense John Buchanan
- Jenna Stern : Juge Elana Barth
- Sonia Manzano : Juge Gloria  Pepitone

### [17]Épisode 19:Diffusions virales
- États-Unis : 8 avril 2015 sur NBC
- France : 7 mars 2016 sur TF1

- États-Unis : 7,31 millions de téléspectateurs[40] (première diffusion)
- France : 1,94 million de téléspectateurs (première diffusion)

- David Margulies : Dr. Eric Setrakian
- Julie Lauren : Mia Bel
- Missi Pyle : Trudy Malko
- Susie Essman ; Arlene Heller
- Bronwyn Reed : Lucy Huston
- Hayden Tweedie : Savannah Biel
- Dante Palminteri : Leo McAdams
- Maria Sucharetza : Mme Harrington
- Lois Robbins : Jilian McAdams
- Tony Campisi : Conseillère Steve Roth
- Emily Dorsch : Principal Hannah Schwartz
- Jefferson Mays : Docteur Carl Rudnick
- Christine Toy Johnson : Docteur Celia Lee
- Cliff Samara : Jury Foreperson
- Hari Dhillon : Avocat de la défense Varma
- Aida Turturro : Juge Felicia Catano

Après qu'une soirée entre étudiants mineurs dégénère en orgie sexuelle, des photos sont rapidement publiées sur le Net. La situation devient vite incontrôlable lorsqu'elles circulent sur des sites pédo-pornographiques. Alors que Barba recherche celui qui a permis leur publication virale, l'unité spéciale confisque tous les téléphones des élèves du lycée huppé et privé afin de contenir leur diffusion tandis que leurs parents veulent éviter un scandale. Mais une épidémie de rougeole arrête subitement les recherches pendant que Noah contracte la maladie comme la plupart des jeunes qui ont participé à la fête. Tout en traitant avec la situation de Noah, Benson découvre que son fils a été contaminé à l’hôpital au moment où il allait se faire vacciner. Celui qui l'a infecté n'est d'autre que le petit frère du patient zéro, un lycéen qui a assisté à l'orgie. Malade, ce dernier a permis la propagation de rougeole. En enquêtant sur sa mère, Trudy Malko, Benson apprend qu'elle n'a jamais vacciné ses enfants car elle pense que c'est beaucoup trop dangereux pour eux. Mais elle influence également un groupe de mères qui ont refusé que leurs enfants soient obligatoirement immunisés. Soutenues par elles, telle une gourou, Malko leur a conseillé de prendre rendez-vous avec le docteur Setrakian qui a falsifié les dossiers médicaux de leurs bébés aujourd’hui adolescents. Dès lors, la considérant comme responsable de l'épidémie, Barba la traduit en justice et veut démontrer qu'elle a mis en danger leur vie tandis que l'avocat de Malko insinue que les antibiotiques peuvent être encore plus nocifs que le virus pour l'organisme humain. Finalement, Barba réussit à l'incriminer en prouvant qu'elle est responsable de la contagion alors qu'elle a montré sa haine des études scientifiques. Elle est condamnée à trois mois de prison et une période de probation de neufs mois. 

### Épisode 20:De Chicago à New York, deuxième partie
- États-Unis : 29 avril 2015 sur NBC
- France : 8 mars 2016 sur TF1

- États-Unis : 9,28 millions de téléspectateurs[41] (première diffusion)
- France : 1,29 million de téléspectateurs[42] (première diffusion)

- Jen Ponton : Layla
- Aja Frary : Nila Green
- Mary Bacon : Susie Frain
- Jacqueline Hendy : Crane
- Tamara Tunie : Docteur Melinda Warner
- Dallas Roberts: Greg Yates
- Stella Maeve : Nadia Decotis
- Jason Beghe : Hank Voight
- Sophia Bush : Erin Lindsay
- Jesse Lee Soffer : Jay Halstead
- Brian Geraghty : Sean Roman
- Marina Squerciati : Kim Burgess

### Épisode 21:Double vérité
- États-Unis : 6 mai 2015 sur NBC
- France : 14 mars 2016 sur TF1

- États-Unis : 6,11 millions de téléspectateurs[44] (première diffusion)
- France : 2,004 millions de téléspectateurs (première diffusion)

- Dann Florek : Capitaine Don Cragen
- Julie Halston : Cassie Muir
- Robin De Jesus : Jose Silva
- Kia Goodwin : Audrey Thompson
- Glenn Plummer : Derek Thompson
- Timothy T. Mitchum (en) : Will Thompson
- Robert Sean Leonard : Kenneth O'Dwyer
- Nick Sandow : Officier Ted McCormack
- Samira Wiley : Michelle Thompson
- Leslie Odom Jr. : Révérend Curtis Scott
- Andre Braugher : L'Avocat de la défense Bayard Ellis
- Donna Mitchell : Juge E. Kearns
- Vincent Curatola : Juge Al Bertuccio
- Jay Patterson : Juge Williams Evans

### Épisode 22:Enfantillages
- États-Unis : 13 mai 2015 sur NBC
- France : 21 mars 2016 sur TF1

- États-Unis : 6,82 millions de téléspectateurs[45] (première diffusion)

- David Mason : Roy
- Jessie Barr : Yanina
- Nancy Nagrant : Linda
- Reggie Alvin Green : Clyde
- Brooke Bloom : Dana Fahridi
- Navid Negahban : Sam Fahridi
- Frankie J. Alvarez : Javier Rojas
- Carmen Cabrera : Fabiana Caldera
- Tony D'Antonio : Principal Jo-Ann Stanwick
- Amy Tribbey : Docteur Naomi Grodman
- Robert John Burke : Sergent Ed Tucker

### Épisode 23:Tout a une fin...
- États-Unis : 20 mai 2015 sur NBC
- France : 28 mars 2016 sur TF1

- États-Unis : 6,96 millions de téléspectateurs[46] (première diffusion)
- France : 2,21 millions de téléspectateurs (première diffusion)

- Jas Anderson : Timmer
- Emily Althaus : Jessie
- Mario D'Leon : Jerez
- Laura Gomez : Selena Cruz
- Michael Kostroff : Evan Braun
- Bronwyn Reed : Lucy Huston
- Lili Taylor : Martha Thornhill
- Danika Yarosh : Ariel Thomhill
- Susie Essman ; Arlene Heller
- Danielle Burgess : Nina Soren
- Thedra Porter : Chantal Jackson
- Charles Halford : Johnny Drake
- Jamila Velazquez : Pilar Morenas
- Jefferson Mays : Docteur Carl Rudnick
- Peter Hermann : Avocat de la défense Trevor Langan
- Jenna Stern : Juge Elana Barth
- Jayne Houdyshell : Juge Ruth Linden
- Sipiwe Moyo : Officier Fox
- Robert John Burke : Sergent Ed Tucker

Il s'agit de la dernière apparition régulière de Danny Pino, à la suite de l'annonce de Nick Amaro de sa démission. 
Toutefois,  Danny Pino apparaîtra dans l'épisode 6 de la saison 23.